# KFNB Ib

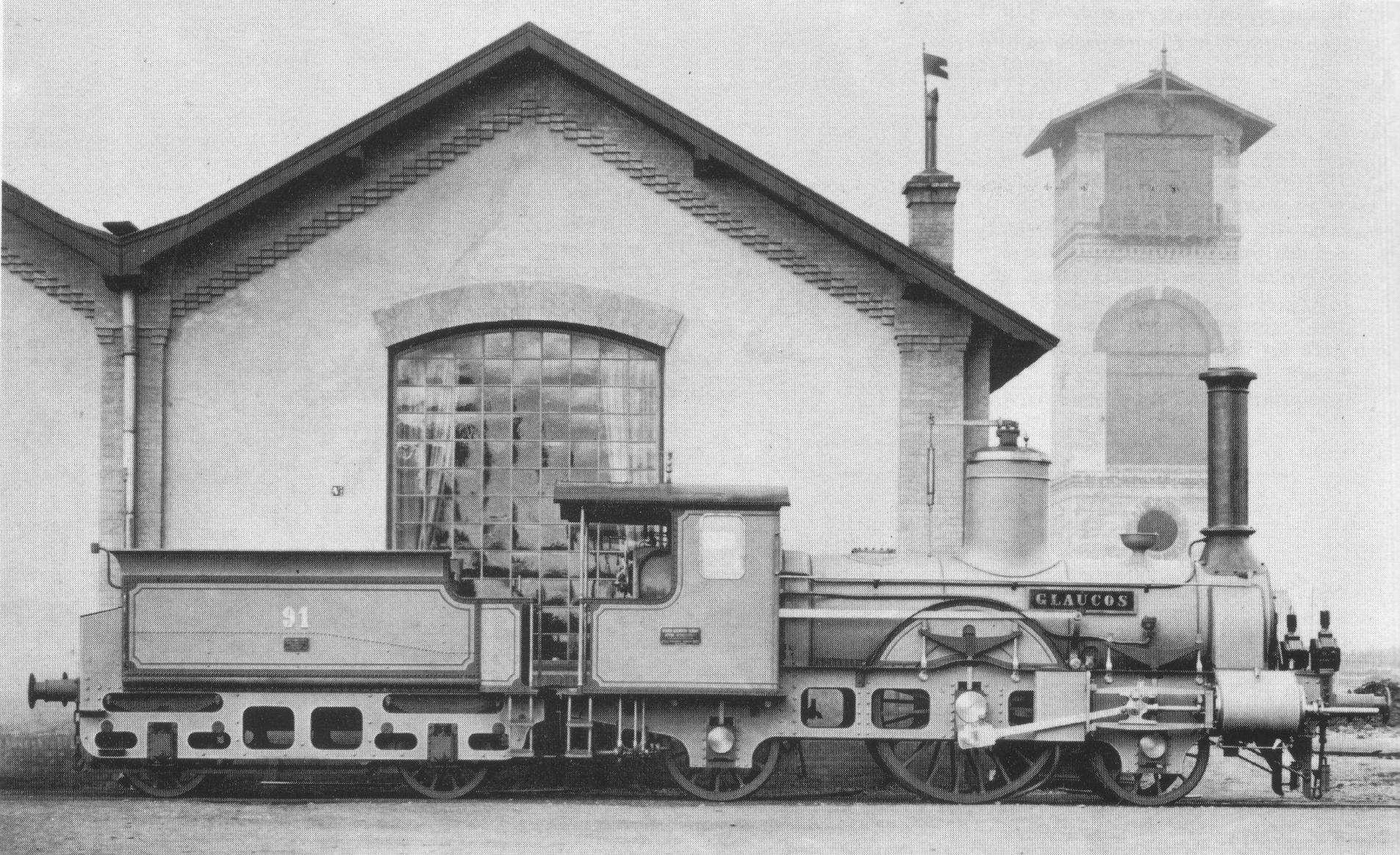
KFNB Glaucos II

Die Dampflokomotivreihe KFNB Ib war eine Schnellzug-Schlepptenderlokomotivreihe der österreichischen Kaiser Ferdinands-Nordbahn (KFNB).
Die Lokomotivfabrik von Bethel Henry Strousberg in Hannover lieferte 1871 vier Zweizylinder-Nassdampf-Lokomotiven mit der Achsformel 1A1 an die KFNB. Die Maschinen hatten die Namen ANTILOPE II, ORCAN II, GAZELLE II, und FULTON II, zuerst nur Nummern, wurden ab 1869 als Reihe IVa und ab 1881 als Reihe Ib bezeichnet.
1873 produzierte die Lokomotivfabrik Floridsdorf vier Stück Zweizylinder-Nassdampf-Lokomotiven mit der Achsformel 1A1 für die KFNB, die etwas stärker als die Strousberg-Maschinen waren. Sie hatten die Namen VULKAN III, APIS II, MINOS II, und GLAUCOS II, zuerst nur Nummern und wurden ebenfalls ab 1869 als Reihe IVa und ab 1881 als Reihe Ib bezeichnet. Die Lokomotiven hatten Außenrahmen, Hallsche Kurbeln und Schutzhäuser mit Seitenfenstern.
Nach der Weltwirtschaftskrise 1873 wurden die Maschinen im Personenzugsdienst eingesetzt.
Dafür waren sie aber nicht geeignet.
Daher wurden die Floridsdorfer Maschinen 1883 in Lokomotiven mit der Achsformel 1B umgebaut und ab dann als Reihe IIb 2 bezeichnet.
Die Strousberg-Maschinen wurden nicht umgebaut und zwischen 1898 und 1902 ausgeschieden.
Die „MINOS II“ kam noch zu den k.k. österreichischen Staatsbahnen (kkStB), bei der sie die Reihe 307 bildete.
Sie wurde 1913 ausgemustert.